# Au-Haidhausen
 (juillet 2018).
Pour les articles homonymes, voir Au.
Au-Haidhausen est le secteur 5 de la capitale bavaroise Munich. Il se compose des quartiers de Au et d'Haidhausen.

## Position
L'Au se trouve en face de la vieille ville sur la plaine orientale de l'Isar, dans une moindre mesure également sur les rives de l'Isar, Haidhausen au-dessus de la Au. Le district 5 borde Bogenhausen au nord, la vieille ville de Lehel et Ludwigsvorstadt-Isarvorstadt à l'ouest, Berg am Laim à l'est, Obergiesing au sud et Untergiesing au niveau de la rivière Isar.
La frontière du district est formée au nord par la Prinzregentenstraße, à l'est par le côté est de la ligne de chemin de fer, au sud par la Humboldtstraße et à l'ouest par la rive droite de l'Isar. Les quartiers voisins sont Bogenhausen au nord, Berg am Laim à l'est, Ramersdorf-Perlach au sud-est, Obergiesing-Fasangarten et Untergiesing-Harlaching au sud et Ludwigsvorstadt-Isarvorstadt et Altstadt-Lehel à l'ouest.

## Historique et description
L'Au et Haidhausen étaient autrefois le quartier des artisans et des journaliers juste à l'extérieur de Munich. Les deux anciennes communautés indépendantes (l´Au qui jouissait de droits municipaux depuis 1808) ont été constituées le 1er octobre 1854 et sont devenues des banlieues pour les travailleurs à l'époque wilhelminienne. 
Un nombre inhabituel de brasseries avaient leur siège social ici, car elles trouvaient de bons emplacements pour des puits profonds et des caves de stockage sur la rive droite de l'Isar, c'est-à-dire sur le bord de la terrasse, d'où le nom Keller pour les grands restaurants de brasserie. Avant la guerre, le Bürgerbräukeller, lieu de la première tentative d' assassinat d'Adolf Hitler, se trouvait près de Rosenheimer Platz sur Rosenheimer Straße. Après le déménagement des Staatliches Hofbräu de Haidhausen à Riem en 1988, une seule des grandes brasseries munichoises, Paulaner, se trouve encore dans l'Au. À Haidhausen, les Hofbräukeller et Unionsbräu sont les derniers vestiges des grandes brasseries, toutes deux parties d'anciennes grandes brasseries, aujourd'hui utilisées comme restaurants, entre autres.
Le tissu bâti de l'Au a été gravement endommagé pendant la Seconde Guerre mondiale par un raid aérien les 24 et 25 avril 1944 et a été restauré dans les années 1950 avec la construction rapide de logements individuels pour les pauvres, de sorte qu'aujourd'hui, seul un cinquième environ du stock provient d'avant 1919. À Haidhausen, le paysage urbain historique est resté en grande partie intact. Le quartier français du Gründerzeit, ainsi nommé en raison des noms de rues qui y sont attribués après les lieux des batailles victorieuses de la guerre franco-allemande de 1870, revêt une importance particulière en matière d'urbanisme. 
Le parc de maisons bien préservé a fait de Haidhausen la deuxième grande zone de redéveloppement de la ville dans les années 1970, après la Schwanthalerhöhe. La réévaluation du quartier déclenchée par le réaménagement s'est accompagnée non seulement d'un changement structurel d'une banlieue à une banlieue de la ville, mais aussi d'un changement d'image. Haidhausen a alors commencé à concurrencer Schwabing en tant que quartier branché.
Le mélange autrefois uniforme d'utilisation résidentielle et commerciale à Au et Haidhausen s'est déplacé vers les quartiers résidentiels en raison de l'impartition des activités commerciales perturbatrices et des conversions d'utilisation. Entre-temps, la plupart des emplois du district sont dans le secteur des services et dans le secteur public.
Haidhausen abrite le Parlement bavarois dans le Maximilianeum, l´hôpital la Klinikum rechts der Isar et le marché Wiener Markt.
Le Gasteig (nom de quartier fréquemment utilisé en Bavière par gacher (= plus raide) Steige) est particulièrement important en tant que transition vers le centre-ville. Le Centre culturel Gasteig a été construit ici dans les années 1980, réunissant sous un même toit le siège de la bibliothèque municipale, la Volkshochschule de Munich, le conservatoire et la Philharmonie.
Le Muffatwerk est une autre zone culturelle, le Muffatwerk ; à l'époque, le bâtiment Art Nouveau était une centrale électrique. Gasteig et Muffatwerk jouent un rôle central dans la vie culturelle et musicale de Munich. À côté du Muffatwerk, directement sur l'Isar, se trouve l'imposant bâtiment Art Nouveau du Müllerschen Volksbad. Plus au nord dans le parc Maximiliananlagen se trouve le Maximilianswerk sur le ruisseau Auer Mühlbach (ici souterrain) peu avant son embouchure dans l'Isar. Cette centrale hydroélectrique, également appelée Maxwerk, est la plus ancienne centrale sur le sol munichois après le Muffatwerk, elle est toujours en service aujourd'hui.
La foire folklorique Auer Dult sur Mariahilfplatz et Starkbieranstich sur Nockherberg, qui a lieu trois fois par an, a préservé une culture quotidienne plus traditionnelle que dans d'autres quartiers de Munich.
Entre la Mariahilfplatz et le Nockherberg, séparés par le ruisseau Auer Mühlbach, se trouvait la prison des femmes et des jeunes de Neudeck. Le bâtiment néo-baroque du début du XXe siècle offrait de l'espace pour 124 détenus. La prison est actuellement vide et un investisseur prévoit d'y construire des condominiums à prix élevé.
Dans le quartier d'Au, au début de la Hochstraße, se trouve la maison Sudetendeutsche Haus, siège de diverses institutions allemandes des Sudètes.
La structure sociale des deux parties du district s'est rajeunie ces dernières années. Haidhausen avait déjà fait l'objet d'une gentrification dans les années 1980. Depuis le début du XXIe siècle, l'Au suit le mouvement avec des appartements locatifs et des appartements en copropriété coûteux dans des zones où il n'y a pas d'appartements subventionnés de l'association municipale de logement GWG ou de coopératives de logement [par exemple Bauverein Haidhausen e.G.].

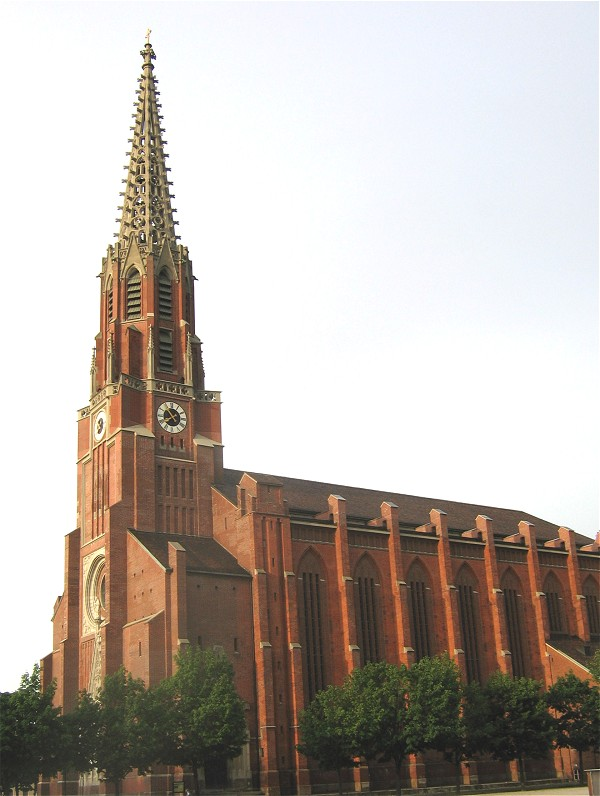
Mariahilf-Kirche.
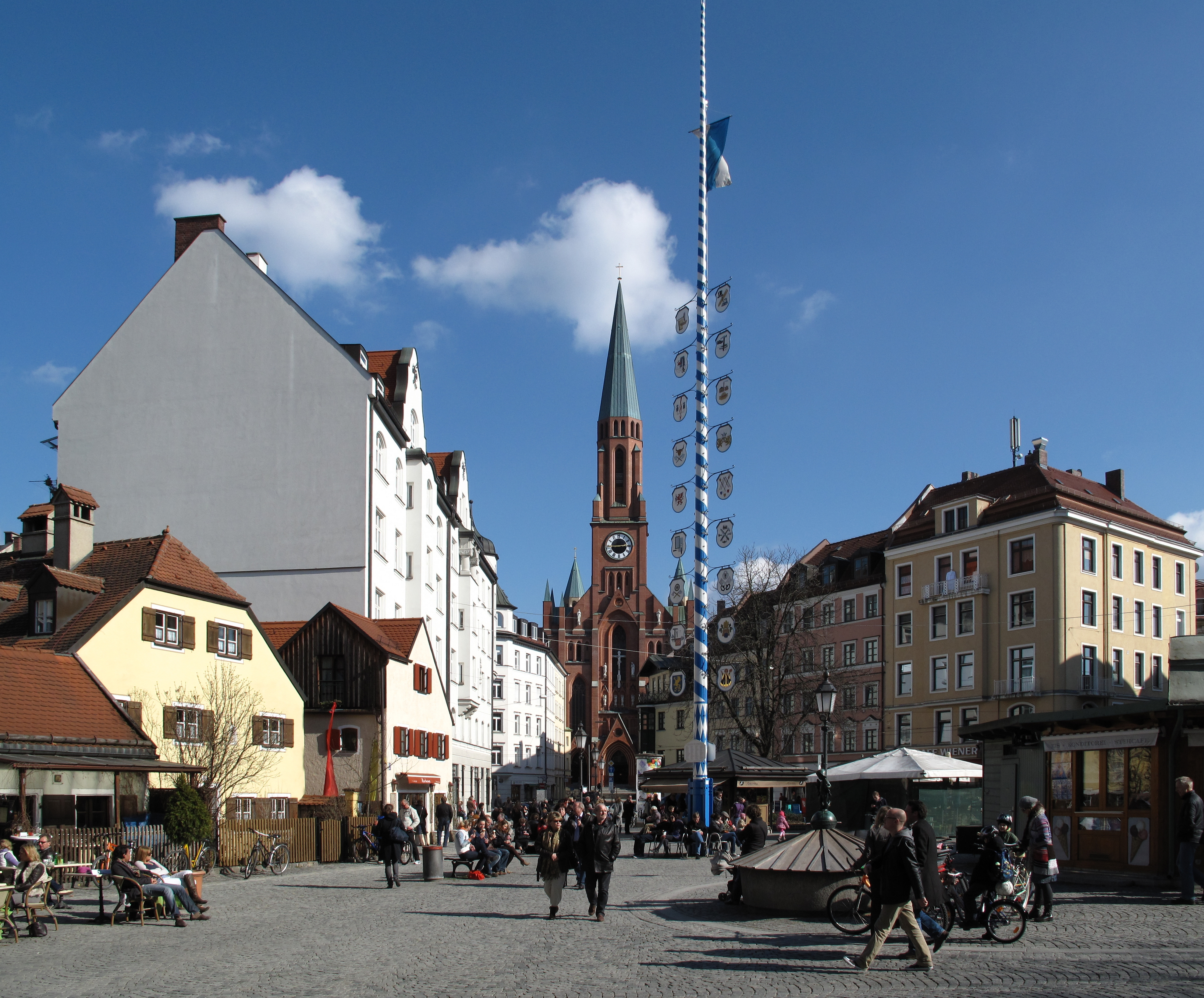
Place de Vienne.
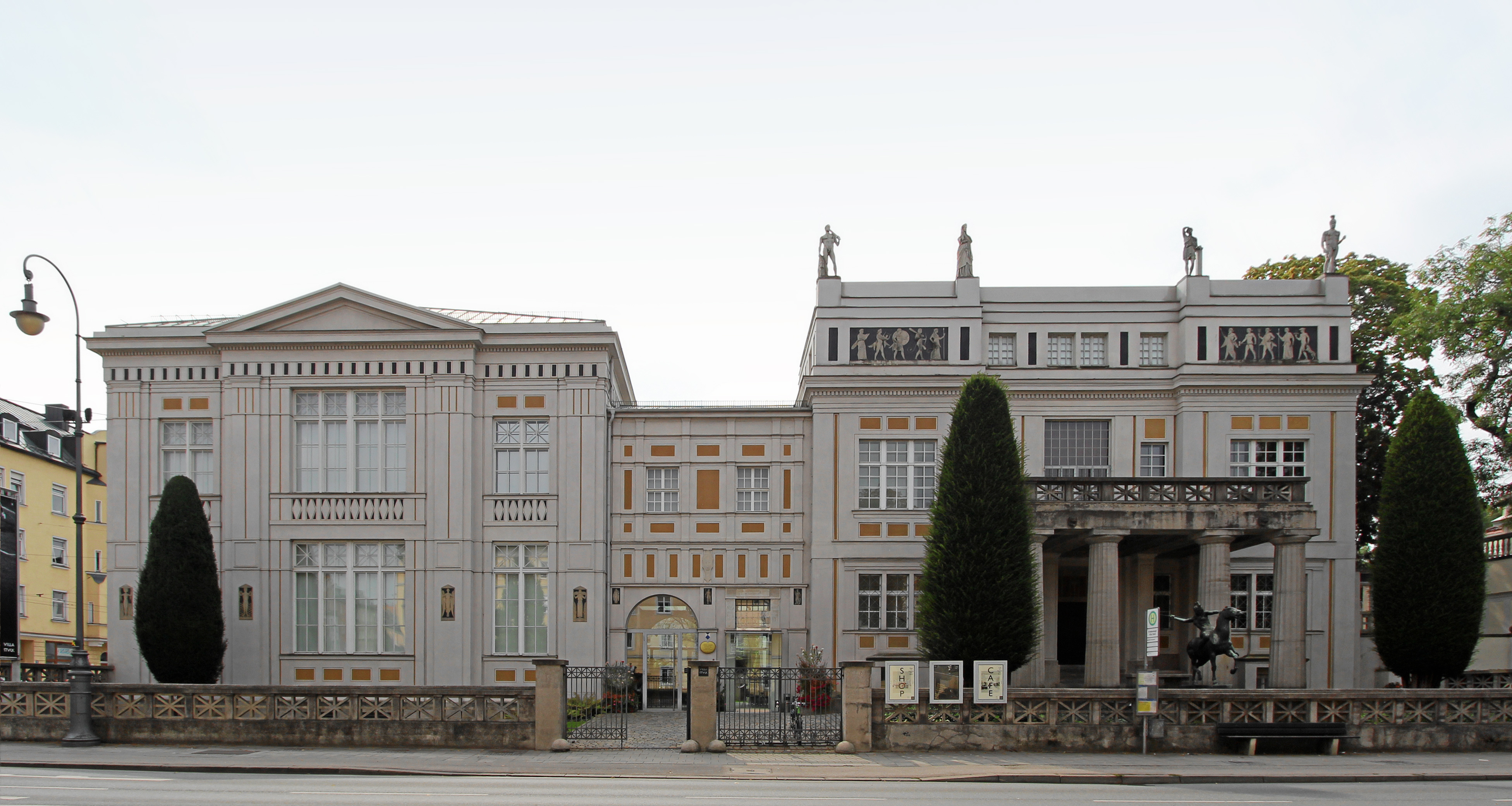
Villa Stuck.
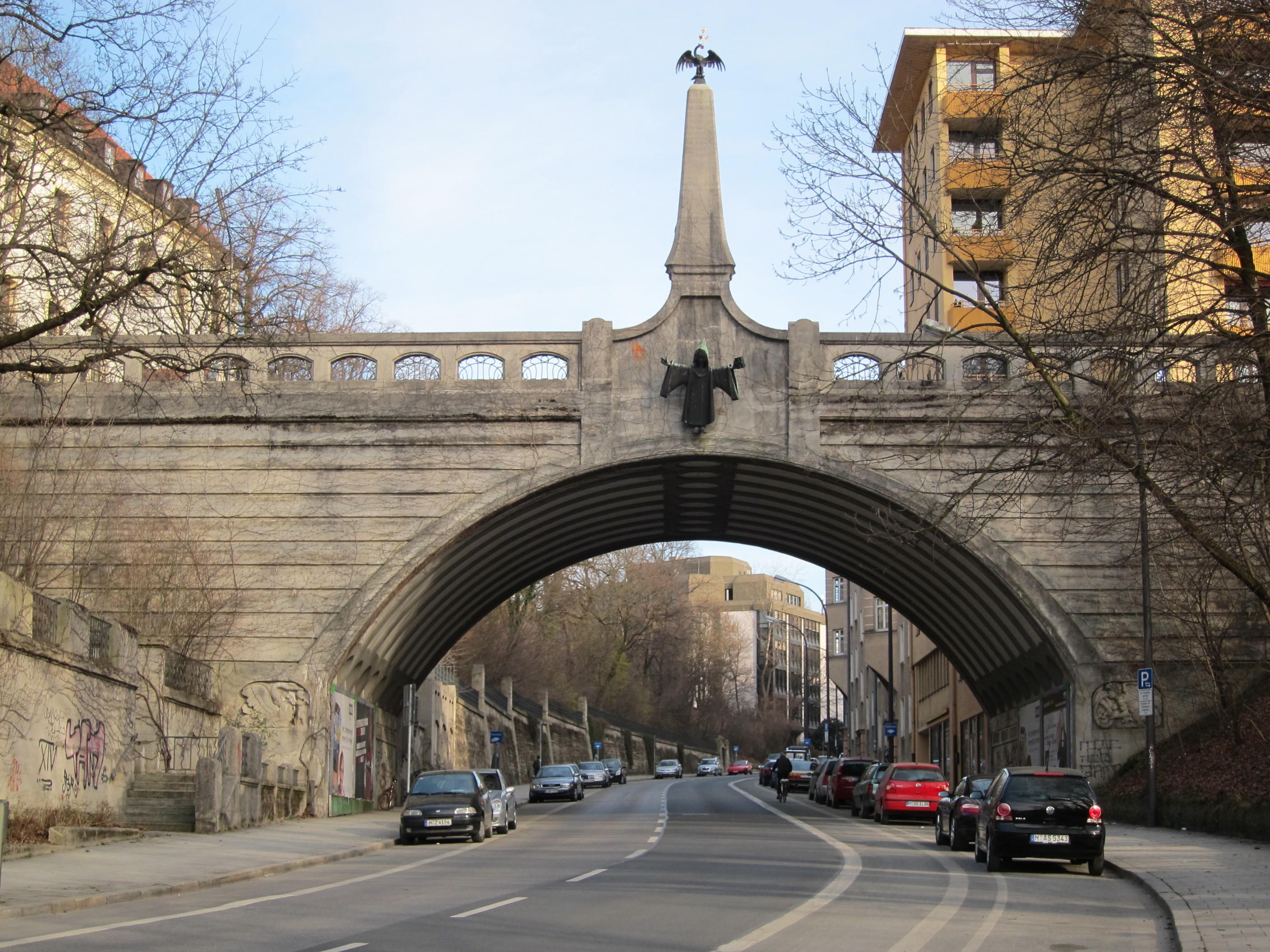
Pont Gebsattel.